# Яковлев, Максим Сергеевич
Максим Сергеевич Яковлев (8 сентября 1991, Фрунзе, Киргизская ССР) — российский футболист, полузащитник парагвайского клуба «Атыра».

## Биография
Воспитанник Академии футбола имени Юрия Коноплёва. Первый профессиональный сезон провёл в 2007 году в чемпионате Кыргызстана в составе клуба «Кант-77». Вернувшись в Россию, играл за команды второго дивизиона «Академия» Димитровград (2008), «Тольятти» (2009), «Академия» Тольятти (2010—2012). С сезона 2012/13 выступал в первенстве ФНЛ за «Салют» Белгород (2012—2014), «Ротор» Волгоград (2014), «Газовик» Оренбург (2014—2015), «Волгарь» Астрахань (2015—2017), «Химки» (2017—2018). Первую половину 2019 года провёл в команде группы «Юг» Первенства ПФЛ «Чайка» Песчанокопское, команда вышла в ФНЛ. С лета 2019 года играл в команде-дебютанте Первенства ПФЛ «Олимп» Химки (группа «Запад»).
В составе «Ротора» играл в 1/4 финала Кубка России 2013/14 против «Ростова» (0:3).